# Česko na Eurovision Song Contest
Česko se zúčastnilo 13 ročníků soutěže Eurovision Song Contest, poprvé v roce 2007. Mělo se zúčastnit také v roce 2020, ale ročník byl zrušen kvůli pandemii covidu-19. Doposud se reprezentantovi Česka podařilo do finále postoupit pětkrát, v letech 2016, 2018, 2019, 2022 a 2023. Po účasti v roce 2009, kdy skupina Gipsy.cz obsadila v Moskvě poslední místo v semifinále bez zisku jediného bodu, se Česká republika do roku 2015 ze soutěže stáhla. V listopadu 2014 oznámila ČT návrat Česka do soutěže v roce 2015, kdy se soutěž konala ve Vídni.
Nejlepšího výsledku dosáhlo Česko v roce 2018, kdy Mikolas Josef postoupil do finále s písní „Lie to Me“ a obsadil 6. místo. V roce 2019 skupina Lake Malawi skončila na 11. místě, v roce 2022 skupina We Are Domi obsadila 22. místo a v roce 2023 skupina Vesna s písní „My Sister's Crown“ skončila na 10. místě, což je druhý nejlepší výsledek pro Česko.

## Historie

### Účast v období Československa
Prvním Čechem, který se Eurovize zúčastnil, byl v roce 1968 Karel Gott, který zastupoval Rakousko s písní „Tausend Fenster“. Tento ročník Eurovize byl vysílán živě také Československou televizí (ČST), a to s komentářem Miroslava Horníčka.
Coby nesoutěžní příspěvek na Eurovizi 1984 vystoupilo Černé divadlo Praha.
V roce 1988 dostala Lenka Filipová nabídku zúčastnit se soutěže Eurovize, kde měla interpretovat píseň „Ne partez pas sans moi“ ve francouzštině od švýcarského skladatele a zastupovat Švýcarsko. V Československu ale nedostala povolení vycestovat, protože prý nemůže zastupovat cizí zemi. Náhradnicí se narychlo stala Céline Dion, která v té době byla začínající zpěvačkou a s touto písní Eurovizi vyhrála, čímž nastartovala svou kariéru.

### Vysílání v Československu (1965–1992)
ČST vysílala písňovou soutěž Eurovize téměř každoročně od roku 1965 až do rozdělení Československa v roce 1992. Rok 1965 byl počátkem vysílání Eurovize nejen v Československu, ale také v ostatních zemích Východního bloku. Od tohoto roku totiž začala platit dohoda mezi Evropskou vysílací unií (EVU) a její východoevropskou obdobou Mezinárodní organizací pro rozhlas a televizi (OIRT), na základě které EVU poskytovala zdarma vysílání písňové soutěže Eurovize všem členským zemím OIRT, a OIRT na oplátku poskytovala všem členům EVU vysílání soutěže Zlatý klíč Intervize.
V letech 1965 až 1973 vysílala ČST Eurovizi buďto živě, nebo byl odvysílán kompletní záznam soutěže. Komentář v českém nebo slovenském jazyce k soutěži poskytly známé herecké a moderátorské osobnosti své doby: Miroslav Horníček, Vladimír Dvořák nebo Blažena Kočtúchová. 
Od roku 1974, kdy se k soutěži už podruhé připojil Izrael, bylo v ČST rozhodnuto, že místo živého přenosu se bude vysílat pouze sestříhaný záznam, a to navíc v divácky ne příliš atraktivní dobu (např. záznam Eurovize 1981 byl odvysílán v neděli večer). V této podobě byla odvysílána většina ročníků Eurovize od roku 1974 až do roku 1989. 
Po pádu železné opony mohla ČST opět vysílat kompletní verzi soutěže, avšak až do rozpadu Československa v roce 1992 vysílala stále pouze záznam. 
| Rok       | TV kanál   | Typ vysílání      | Komentátor(ka)     | Ref.        |
| --------- | ---------- | ----------------- | ------------------ | ----------- |
| 1965      | ČST        | živé              | Není známo         | [ 7 ]       |
| 1966      | ČST        | živé              | Vladimír Dvořák    | [ 8 ]       |
| 1967      | ČST        | záznam            | Vladimír Dvořák    | [ 13 ]      |
| 1968      | ČST        | živé              | Miroslav Horníček  | [ 1 ] [ 2 ] |
| 1969      | ČST        | živé              | Není známo         | [ 9 ]       |
| 1970      | ČST1       | živé              | Není známo         | [ 10 ]      |
| 1971      | ČST1       | záznam            | Není známo         | [ 14 ]      |
| 1972      | ČST2       | živé              | Blažena Kočtúchová | [ 11 ]      |
| 1973      | ČST2       | živé              | Jiří Šrámek        | [ 12 ]      |
| 1974–1975 | Není známo | Není známo        | Není známo         |             |
| 1976      | ČST2       | sestříhaný záznam | Není známo         | [ 16 ]      |
| 1977      | ČST2       | sestříhaný záznam | Není známo         | [ 17 ]      |
| 1978–1980 | Není známo | Není známo        | Není známo         |             |
| 1981      | ČST2       | sestříhaný záznam | Není známo         | [ 15 ]      |
| 1982      | ČST1       | sestříhaný záznam | Není známo         | [ 18 ]      |
| 1983      | ČST2       | sestříhaný záznam | Není známo         | [ 19 ]      |
| 1984      | ČST2       | sestříhaný záznam | Není známo         | [ 20 ]      |
| 1985      | ČST2       | sestříhaný záznam | Není známo         | [ 21 ]      |
| 1986      | ČST2       | sestříhaný záznam | Není známo         | [ 22 ]      |
| 1987      | ČST2       | sestříhaný záznam | Není známo         | [ 23 ]      |
| 1988      | ČST2       | sestříhaný záznam | Není známo         | [ 24 ]      |
| 1989      | ČST1       | sestříhaný záznam | Není známo         | [ 25 ]      |
| 1990      | ČST2       | záznam            | Není známo         | [ 26 ]      |
| 1991      | ČTV        | záznam            | Není známo         | [ 27 ]      |
| 1992      | F1         | záznam            | Není známo         | [ 28 ]      |

### Vliv Eurovize v Československu
V letech 1965 až 1992 ČST vysílala Eurovizi téměř každoročně, i když většinou pouze sestříhaný záznam (viz výše kapitola Vysílání v Československu).
Některé vítězné písně byly navíc interpretovány českými a slovenskými umělci (například píseň „Save All Your Kisses“ od skupiny Brotherhood of Man nazpívali v české verzi „Já půjdu tam a ty tam“ Jiří Korn a Helena Vondráčková, nebo „Après toi“ od Vicky Leandros v české verzi „Jak mám spát“ nazpívala opět Helena Vondráčková).

### Eurovize versus Intervize
Ekvivalentem Eurovize se ve Východním bloku mezi lety 1977 a 1980 stal festival Intervision Song Contest, pořádaný v polských Sopotech. V roce 1977 tuto soutěž vyhrála Helena Vondráčková s písní „Malovaný džbánku“, v roce 1980 se o vítězný titul se zástupci Finska a Sovětského svazu dělila Marika Gombitová.

### Vysílání v České republice (1993–)
Od roku 1993 nově vzniklá Česká televize zcela vyřadila soutěž Eurovize ze svého vysílání. Na rozdíl od ČR se v roce 1993 do soutěže okamžitě přihlásilo Slovensko, jehož zástupce Elán nepostoupil z kvalifikačního kola; Slovensko se dále zúčastnilo ještě v letech 1994, 1996, 1998 a 2009–2012.
Česká republika (či spíše Česká televize) se později rozhodla obnovit svou účast, a to původně již pro ročník 2005, ovšem k debutu nedošlo z rozličných důvodů včetně finanční vytíženosti veřejnoprávního vysílatele. Znovu se chtěla ČT zapojit o rok později, avšak z důvodu „nízké šance na postup do finále“ účast odložila. První plnohodnotnou účastí tak byl ročník 2007.
Dne 22. července 2009 ČT oznámila, že se nezúčastní 2010 z důvodu „nezájmu veřejnosti o soutěž a nízké sledovanosti“. Na základě tohoto rozhodnutí se Česká republika soutěže mezi lety 2010 až 2014 neúčastnila a obnovenou účastí tak byl ročník 2015.

## Účast

### 2007
V dubnu 2006 Česká televize potvrdila účast na Eurovizi 2007. Do finských Helsinek po vítězství v národním kole Eurosong 2007 odjela rocková kapela Kabát. V semifinále 10. května skupina vystoupila jako šestnáctá v pořadí, avšak od diváků v Evropě obdržela pouze jediný bod (z Estonska). Obsadila tak poslední místo.
Pro Českou televizi soutěž živě z místa konání moderovala Kateřina Kristelová, která s Jiřím Kornem moderovala národní finále. Výsledky českého hlasování ve finále vyhlásila manažerka pro zahraniční vztahy České televize Andrea Savane.

### 2008
Zástupce na Eurovizi 2008 ČT vybírala opět pomocí národního kola Eurosong. Mezi devíti konkurenty zvítězila zpěvačka Tereza Kerndlová s písní „Have Some Fun“, přestože byla následně obviněna z kupování hlasů. V druhém semifinále 22. května vystoupila jako osmá v pořadí. V hlasování obdržela 9 bodů – pět z Makedonie, dva z Chorvatska a po jednom bodu z Turecka a Malty. Obsadila tak předposlední osmnácté místo.
Soutěž opět komentovala Kateřina Kristelová, která moderovala národní kolo spolu s Alešem Hámou. Výsledky českého hlasování ve finále vyhlásila redaktorka České televize Petra Šubrtová.

### 2009
V roce 2009 se Česká televize místo uspořádání národního kola jako v předchozích dvou letech rozhodla rovnou v lednu 2009 nominovala skupinu Gipsy.cz, která v obou ročnících národního kola Eurosong obsadila místo v nejlepší trojici. Z dvou písní byla po dvoutýdenním hlasování vítěznou vyhlášena „Aven Romale“.
Skupina vystoupila 12. května v druhém semifinále v Moskvě coby druhá v pořadí. V hlasování však neobdržela ani jeden bod a skončila tak poslední.

### 2015
Navzdory informacím z července 2014, že se Česko ani následující rok nezúčastní Eurovize 2015 ve Vídni, se Česká televize 19. listopadu 2014 rozhodla pro účast a na základě interního výběru jako reprezentanty vybrala duo složené z Marty Jandové a Václava Noida Bárty. S písní „Hope Never Dies“ vystoupili 21. května v druhém semifinále jako osmí v pořadí. V hlasování získali 33 bodů a skončili na nepostupovém třináctém místě.

### 2016
Na základě interního výběru Českou republiku v roce 2016 reprezentovala Gabriela Gunčíková s písní „I Stand“. Vystoupila 10. května v prvním semifinále. V hlasování získala 161 bodů a z devátého místa postoupila jako první česká reprezentantka do velkého finále.
Finále soutěže se konalo 14. května a Gabriela Gunčíková vystoupila jako druhá v pořadí. V upraveném systému hlasování, kdy jsou zvlášť zveřejňovány hlasy od národních porot a od diváků z jednotlivých zemí, získala 41 bodů v hlasování porot, od diváků nicméně nezískala žádný bod. Celkově tak skončila na 25. místě.

### 2017
Na základě interního výběru Českou republiku na Eurovision 2017 v Kyjevě reprezentovala Martina Bárta s písní „My Turn“. Vystoupila 9. května v prvním semifinále. Do finále se však neprobojovala, zůstala na třináctém místě z osmnácti, získala 83 bodů.

### 2018
Česko na Eurovision Song Contest 2018 v portugalském Lisabonu reprezentoval Mikolas Josef s písní „Lie to Me“, který v lednu 2018 vyhrál národní kolo Eurovision Song CZ, kterého se účastnilo 6 interpretů. Česko se zúčastnilo prvního semifinále, ve kterém Mikolas Josef obsadil 3. místo. Ve finále skončil na 6. místě, což je dosavadní nejlepší výsledek Česka v soutěži.

### 2019
Reprezentant Česka na Eurovision Song Contest 2019 v izraelském Tel Avivu vzešel z národního kola Eurovision Song CZ. Vítězem se stala indie popová skupina Lake Malawi s písní „Friend of a Friend“. Česko vystoupilo dne 14. května 2019, v první polovině prvního semifinále. Skupina Lake Malawi následně postoupila do finále soutěže, stala se tak třetím finalistou v Eurovision Song Contest v historii Česka. Ve finále Lake Malawi obdrželi celkem 157 bodů, ale pouze 7 bodů z diváckého hlasování. Česko obsadilo 11. místo z 41 zúčastněných.

### 2020
Česko se mělo účastnit 65. ročníku hudební soutěže v nizozemském Rotterdamu, ta byla ale kvůli pandemii koronaviru zrušena. Z finále národního kola, kterého se zúčastnilo 7 interpretů, byl na základě online hlasování vybrán Benny Cristo s písní „Kemama“.

### 2021
Po zrušení předchozího ročníku se česká delegace rozhodla, že reprezentantem Česka bude znovu Benny Cristo. Píseň pro českého interpreta byla zvolena interně, stala se jí skladba „omaga“. Zpěvák vystoupil jako třetí ve druhém semifinále, do finálového večera ale nepostoupil. Po obdržení 0 bodů od zahraničních diváků a 23 bodů od mezinárodních porot obsadil s celkovým ziskem 23 bodů až 15. místo ze 17 zemí zúčastněných ve 2. semifinále. Šlo o nejhorší výsledek českého reprezentanta v soutěži od roku 2009.

### 2022
Český zástupce pro 66. ročník Eurovize v italském Turíně opět vzešel z národního kola. Vítězem se stala skupina We Are Domi s písní „Lights Off“. Skupina vystoupila jako poslední ve druhém semifinále a postoupila do finále, kde celý večer naopak odstartovala. V celkovém pořadí skupina skončila s 38 body na 22. místě.

### 2023
Dne 20. října 2022 bylo potvrzeno složení účastníků 67. ročníku, mezi kterými je i Česko. Českým reprezentantem se stala skupina Vesna s písní „My Sister's Crown“. Skupina vystoupila ve druhé polovině prvního semifinále 9. května 2023, ve kterém skončila na 4. místě z 15 účastníků. Jako pátá v historii české účasti na Eurovizi postoupila do finále. Ve finále získala 129 bodů a obsadila 10. místo z celkového počtu 37 účastníků.

### 2024
Reprezentant země vzešel z národního finále, které se konalo 4. prosince 2023 a do kterého bylo vybráno 7 finalistů. Národní kolo vyhrála zpěvačka Aiko s písní „Pedestal“. Zpěvačka vystoupila v první polovině druhého semifinále 9. května 2024, ze kterého ale do finále nepostoupila.

### 2025
Pro rok 2025 nebylo obnoveno národní kolo, místo toho Česká televize vybrala interpreta interně, na výběru se podílela demoskopická porota, mezinárodní porota a porota z ČT. 11. prosince 2024 bylo zveřejněno, že reprezentantem bude slovenský zpěvák Adonxs. Ve švýcarské Basileji vystoupil jako dvanáctý 15. května ve druhém semifinále s písní „Kiss Kiss Goodbye“. Přestože se před soutěží pohyboval podle sázkařů kolem celkového desátého místa, obsadil v semifinále druhé nepostupové místo.

## Výsledky
| Rok                           | Interpret                         | Píseň                | Jazyk                                          | Finále        | Finále        | Semifinále    | Semifinále    |
| Rok                           | Interpret                         | Píseň                | Jazyk                                          | Pořadí        | Body          | Pořadí        | Body          |
| ----------------------------- | --------------------------------- | -------------------- | ---------------------------------------------- | ------------- | ------------- | ------------- | ------------- |
| 2007                          | Kabát                             | „Malá dáma“          | čeština                                        | nepostup      | nepostup      | 28.           | 1             |
| 2008                          | Tereza Kerndlová                  | „Have Some Fun“      | angličtina                                     | nepostup      | nepostup      | 18.           | 9             |
| 2009                          | Gipsy.cz                          | „Aven Romale“        | angličtina, romština                           | nepostup      | nepostup      | 18.           | 0             |
| bez účasti v letech 2010–2014 |                                   |                      |                                                |               |               |               |               |
| 2015                          | Marta Jandová a Václav Noid Bárta | „Hope Never Dies“    | angličtina                                     | nepostup      | nepostup      | 13.           | 33            |
| 2016                          | Gabriela Gunčíková                | „I Stand“            | angličtina                                     | 25.           | 41            | 9.            | 161           |
| 2017                          | Martina Bárta                     | „My Turn“            | angličtina                                     | nepostup      | nepostup      | 13.           | 83            |
| 2018                          | Mikolas Josef                     | „Lie to Me“          | angličtina                                     | 6.            | 281           | 3.            | 232           |
| 2019                          | Lake Malawi                       | „Friend of a Friend“ | angličtina                                     | 11.           | 157           | 2.            | 242           |
| 2020                          | Benny Cristo                      | „Kemama“             | angličtina                                     | ročník zrušen | ročník zrušen | ročník zrušen | ročník zrušen |
| 2021                          | Benny Cristo                      | „omaga“              | angličtina, čeština                            | nepostup      | nepostup      | 15.           | 23            |
| 2022                          | We Are Domi                       | „Lights Off“         | angličtina                                     | 22.           | 38            | 4.            | 227           |
| 2023                          | Vesna                             | „My Sister's Crown“  | angličtina, ukrajinština, čeština, bulharština | 10.           | 129           | 4.            | 110           |
| 2024                          | Aiko                              | „Pedestal”           | angličtina                                     | nepostup      | nepostup      | 11.           | 38            |
| 2025                          | Adonxs                            | „Kiss Kiss Goodbye"  | angličtina                                     | nepostup      | nepostup      | 12.           | 29            |

| Legenda | Legenda                              |
| ------- | ------------------------------------ |
| 2       | 2. místo                             |
| 3       | 3. místo                             |
| ◁       | poslední místo                       |
| X       | interpret vybrán, ale nezúčastnil se |

## Sledovanost v Česku
Sledovanost Eurovize v Česku je nižší, než ve většině evropských zemí. Například v roce 2016 sledovalo ve Švédsku Eurovizi 84 % lidí sedících u televizí, v Česku to bylo 13 %. V roce 2018 sledovalo Eurovizi celosvětově v televizi 186 milionů diváků. Dlouhodobě jde o nejsledovanější nesportovní akci světa.
Tabulka uvádí sledovanost Eurovize přes vysílání České televize. Někteří diváci mohou vystoupení sledovat také online nebo na zahraničních kanálech.
| Rok  | Sledovanost finále (tisíc diváků) |
| ---- | --------------------------------- |
| 2015 | 232                               |
| 2016 | 336                               |
| 2017 | 155                               |
| 2018 | 252                               |
| 2019 | 284                               |
| 2020 | zrušeno kvůli pandemii covidu-19  |
| 2021 | 161                               |
| 2022 | 137                               |
| 2023 | 186                               |
| 2024 | 122                               |
| 2025 | 173                               |

## Galerie

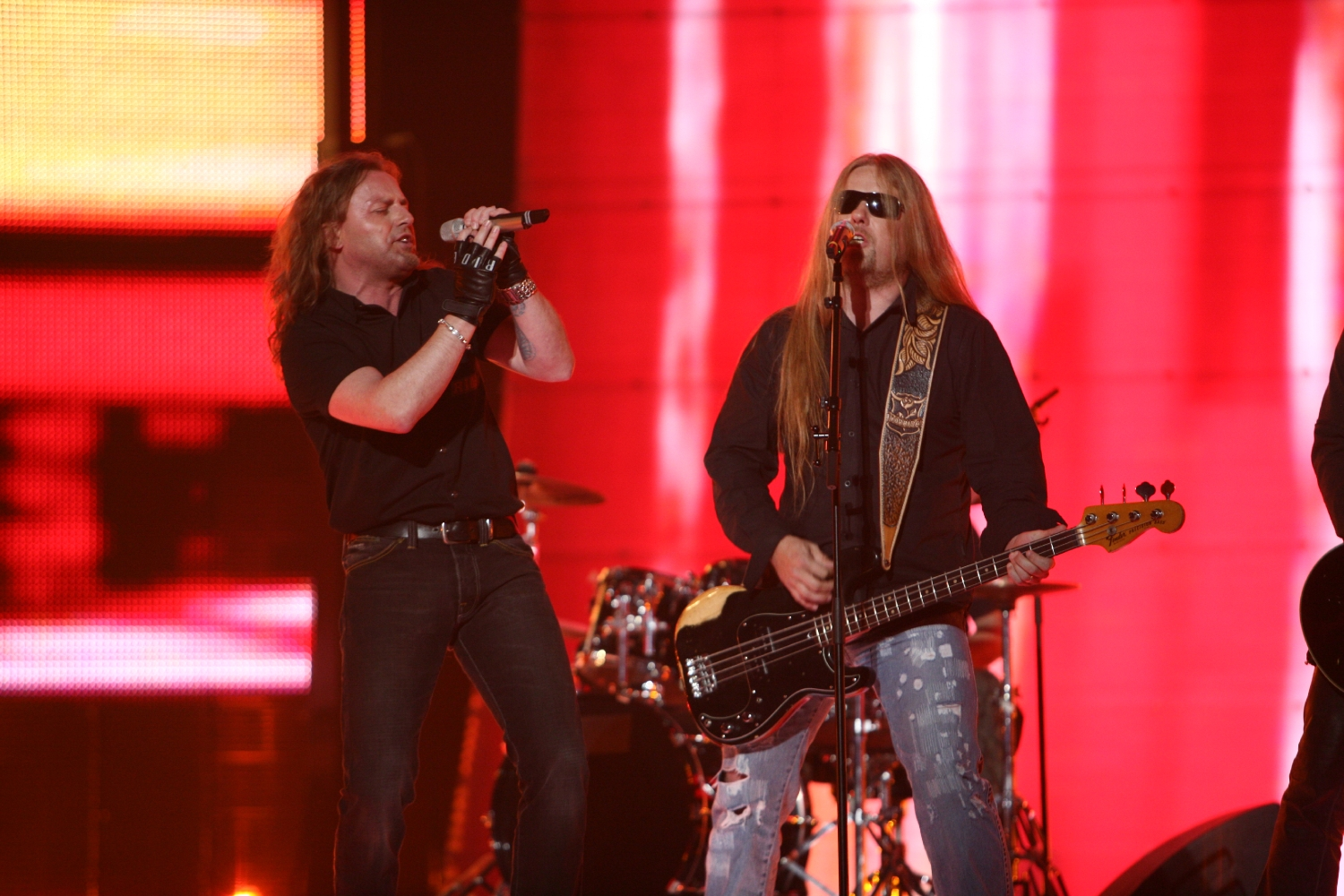
Skupina Kabát v Helsinkách (2007)
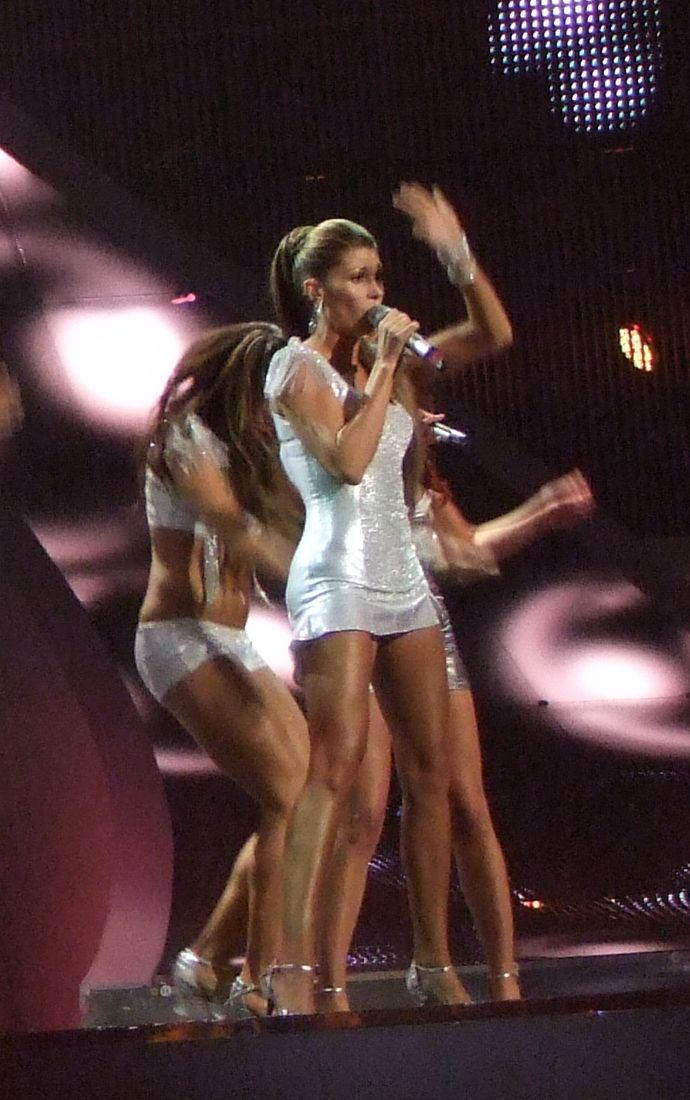
Tereza Kerndlová v Bělehradě (2008)
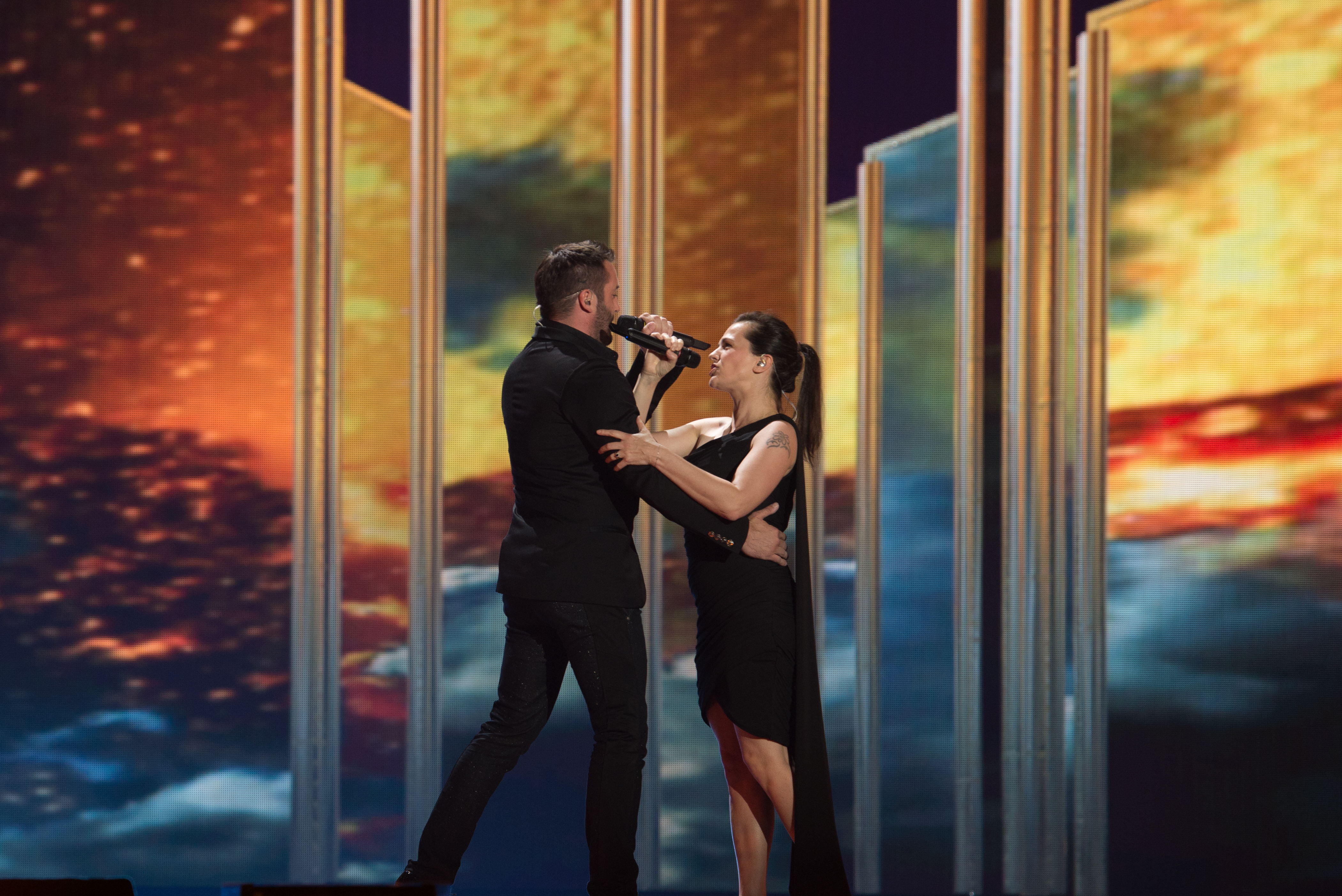
Marta Jandová & Václav Noid Bárta ve Vídni (2015)
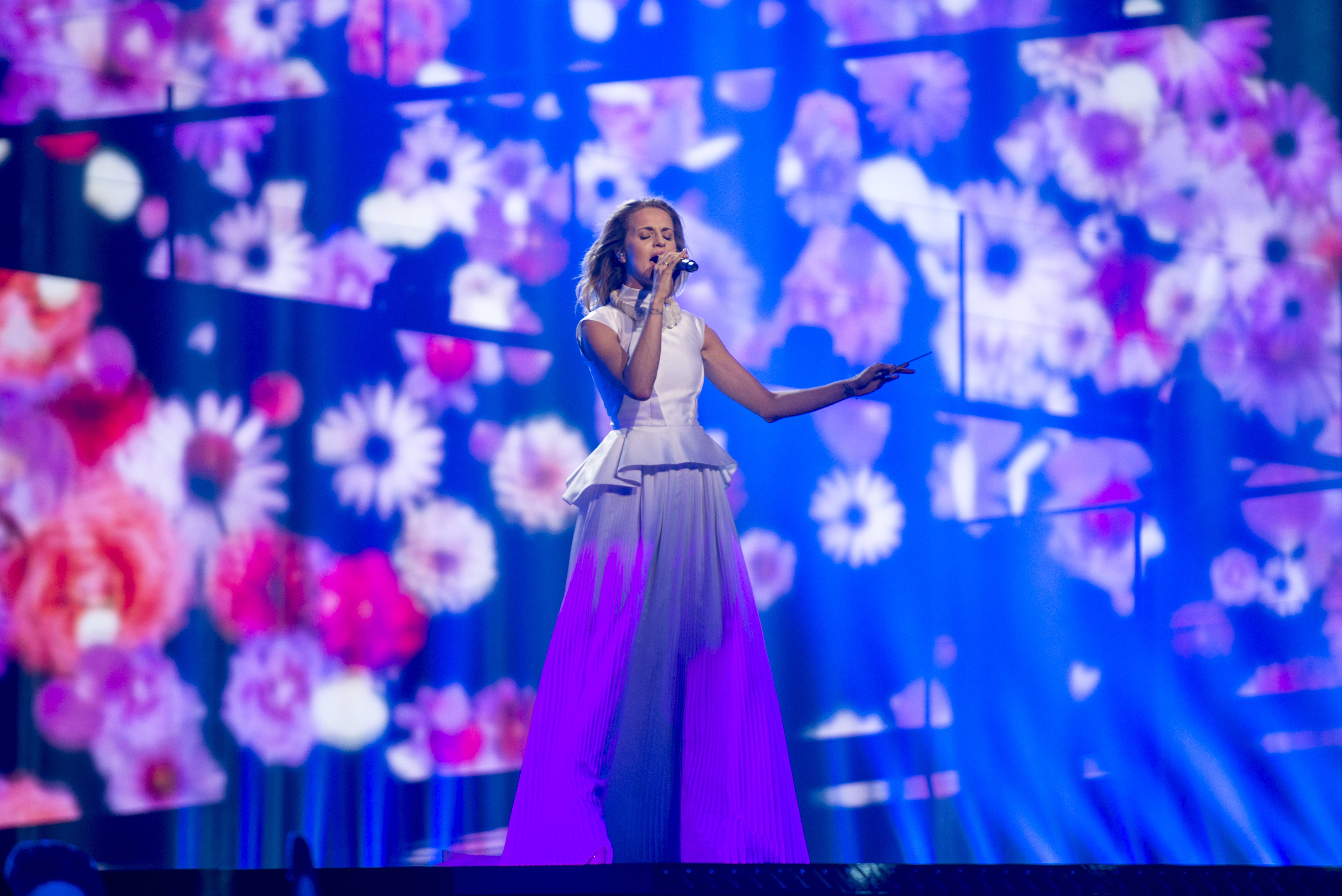
Gabriela Gunčíková ve Stockholmu (2016)
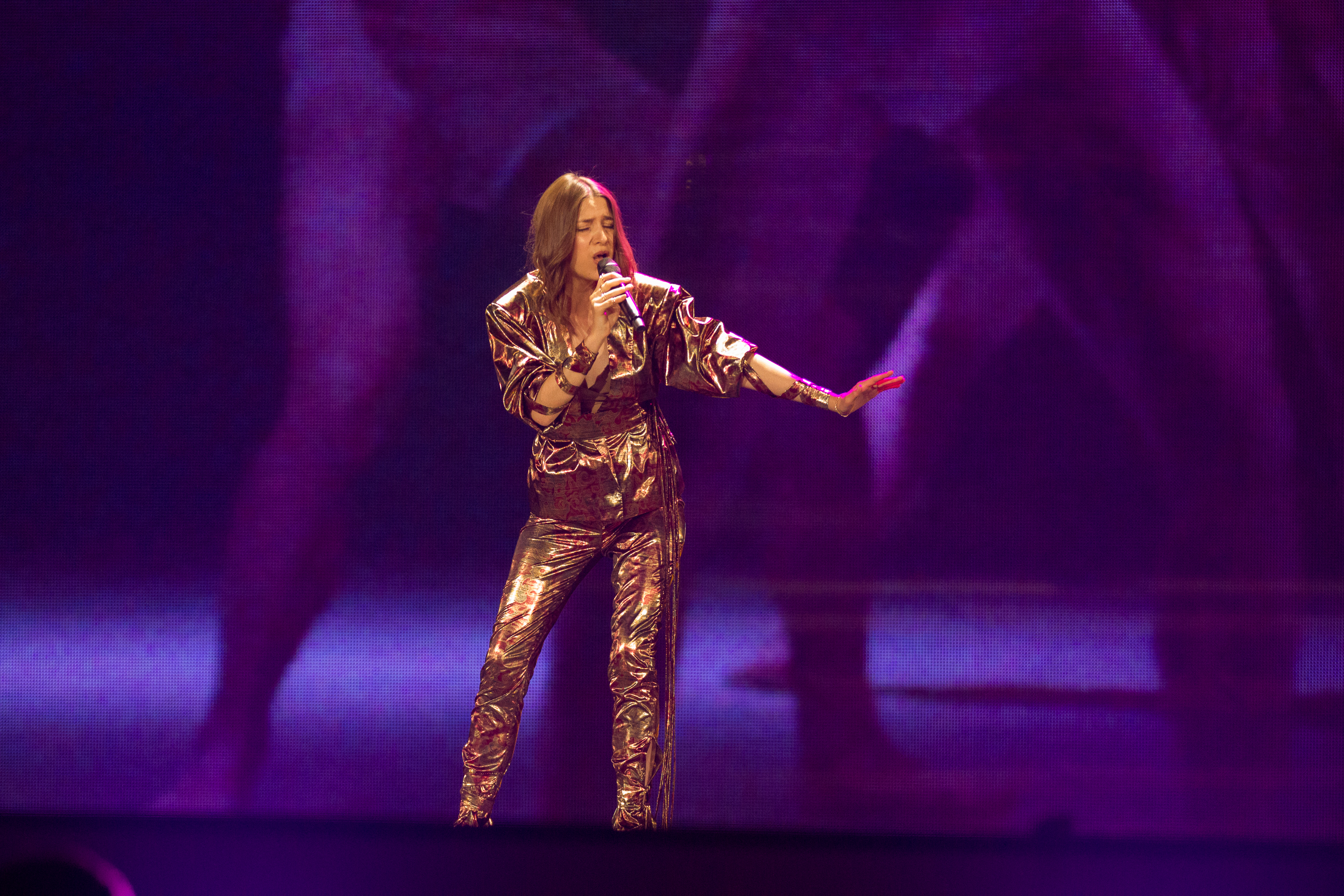
Martina Bárta v Kyjevě (2017)
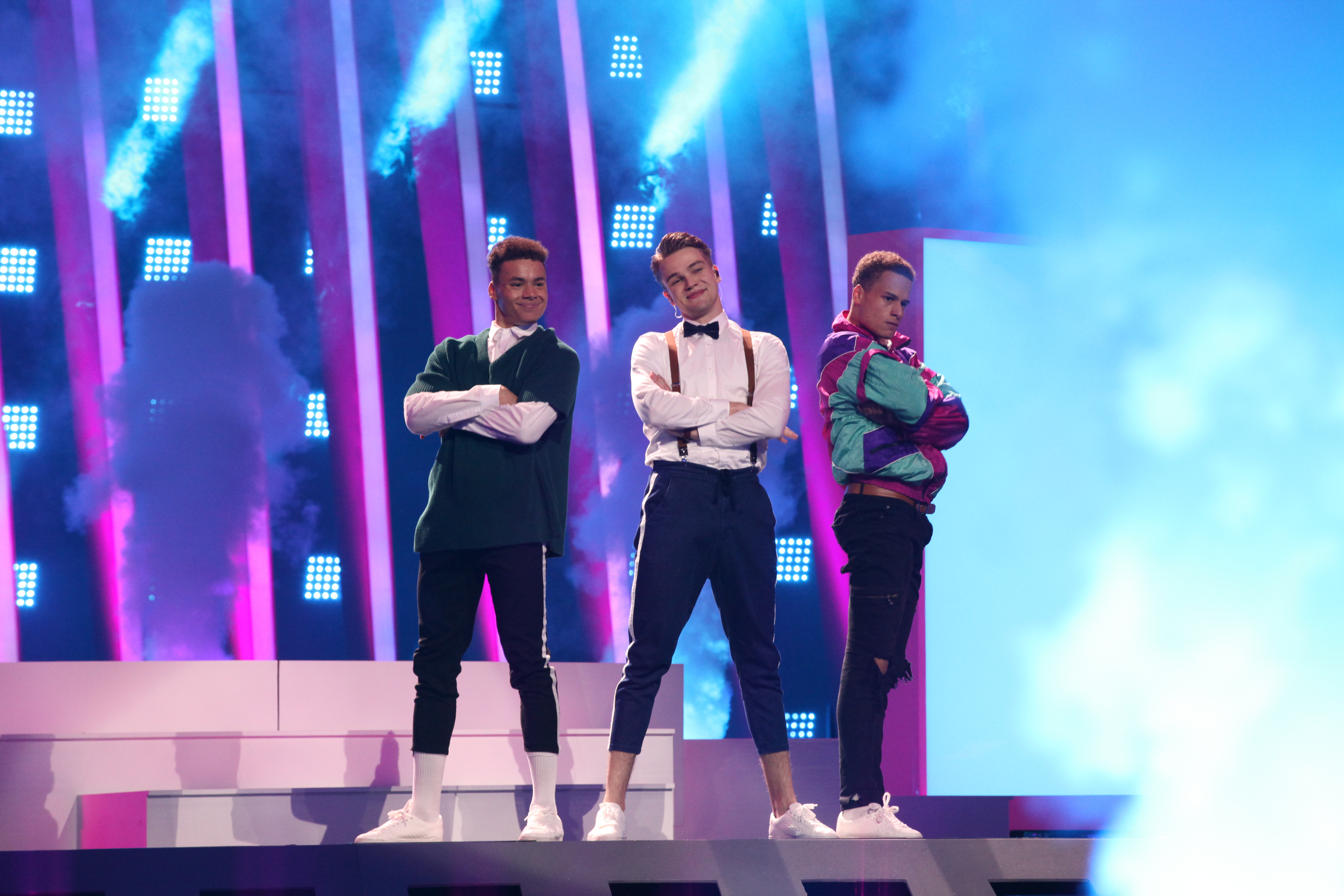
Mikolas Josef v Lisabonu (2018)
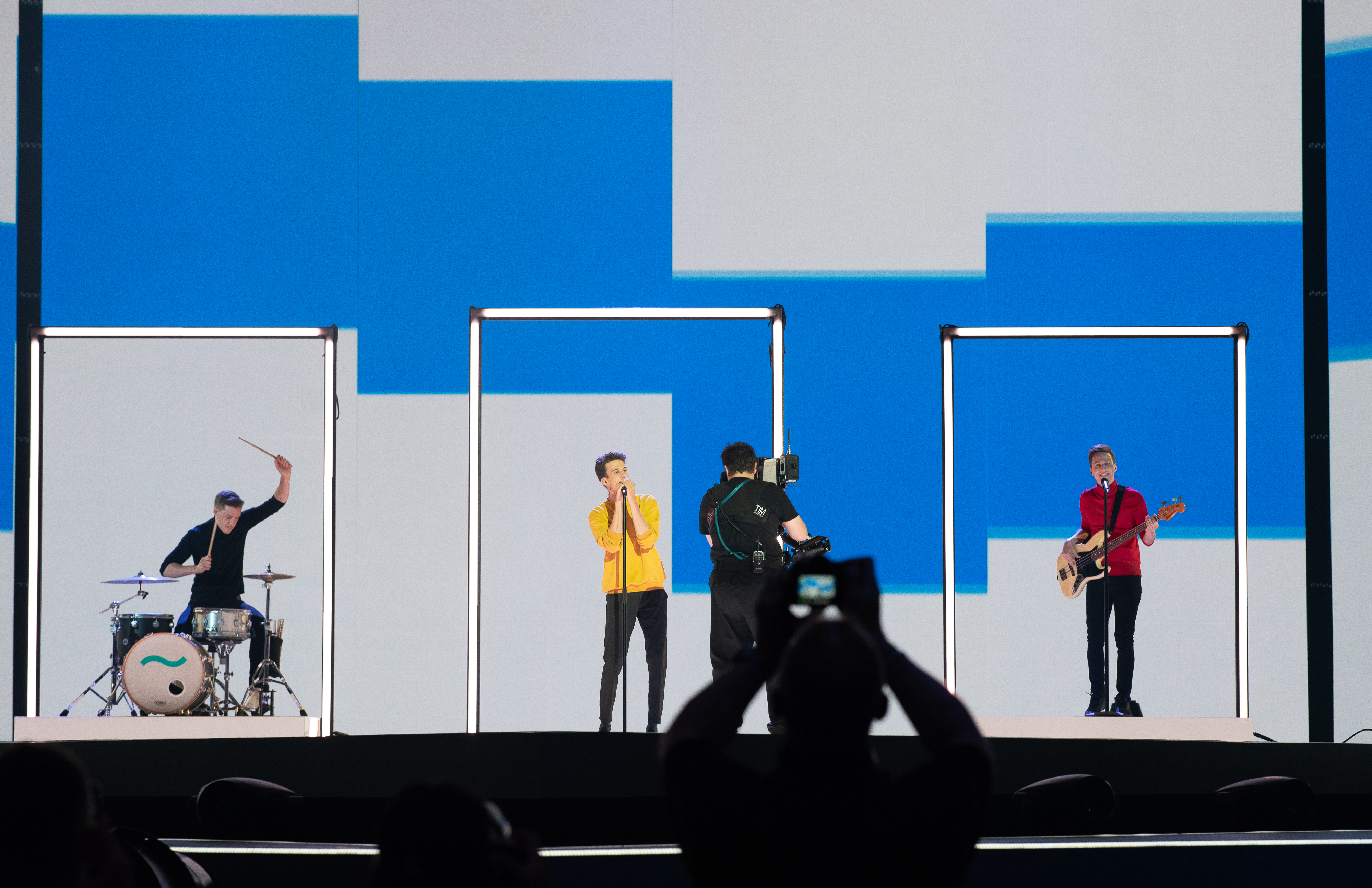
Skupina Lake Malawi v Tel Avivu (2019)
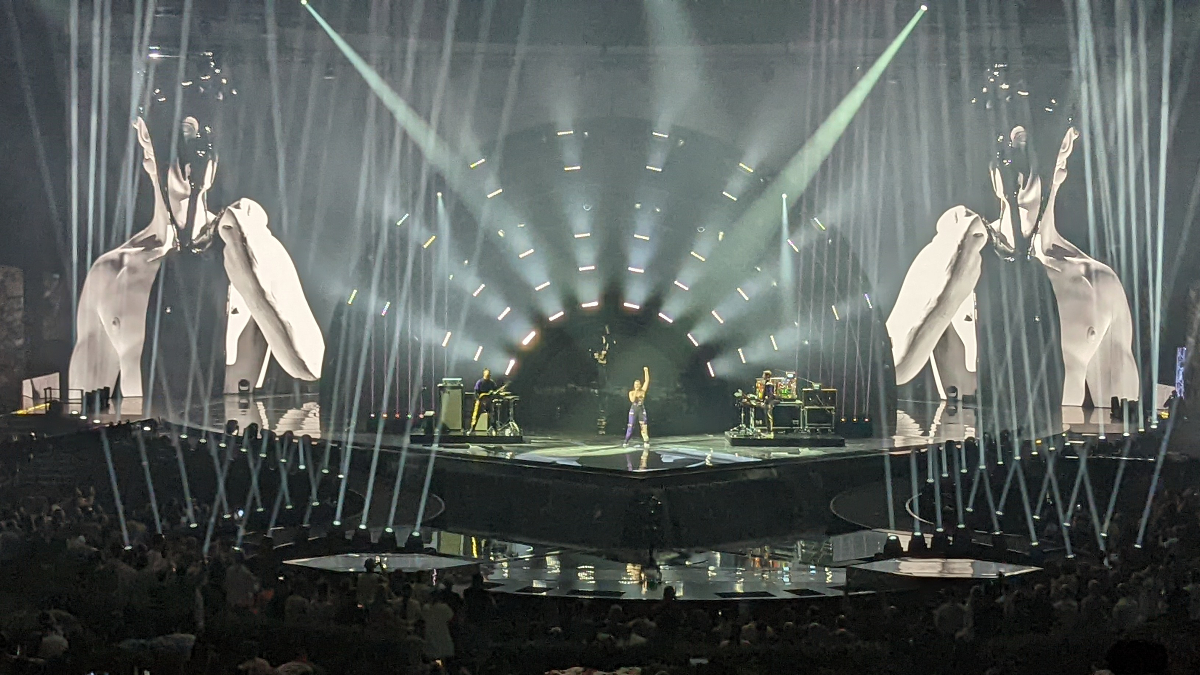
Skupina We Are Domi v Turíně (2022)
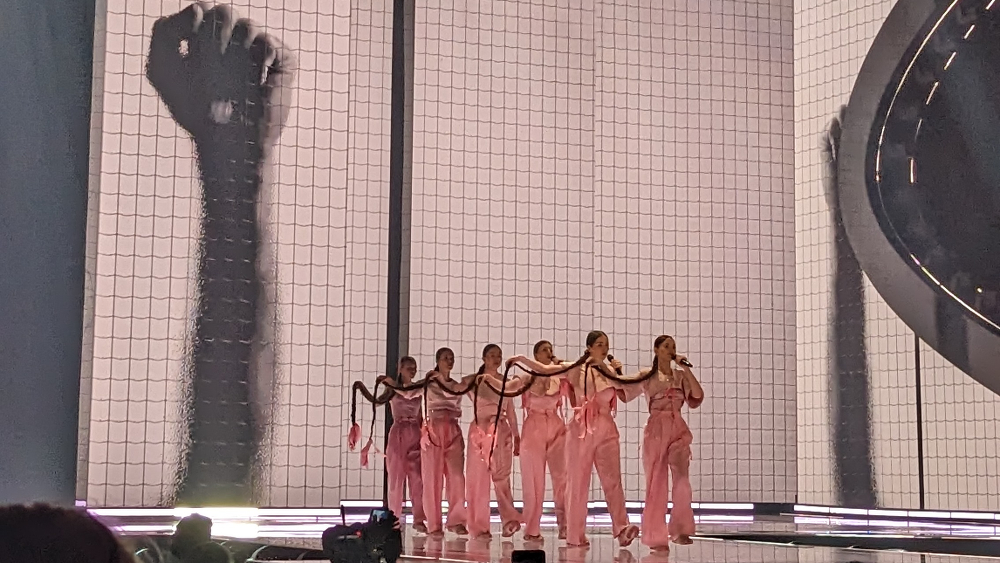
Skupina Vesna v Liverpoolu (2023)
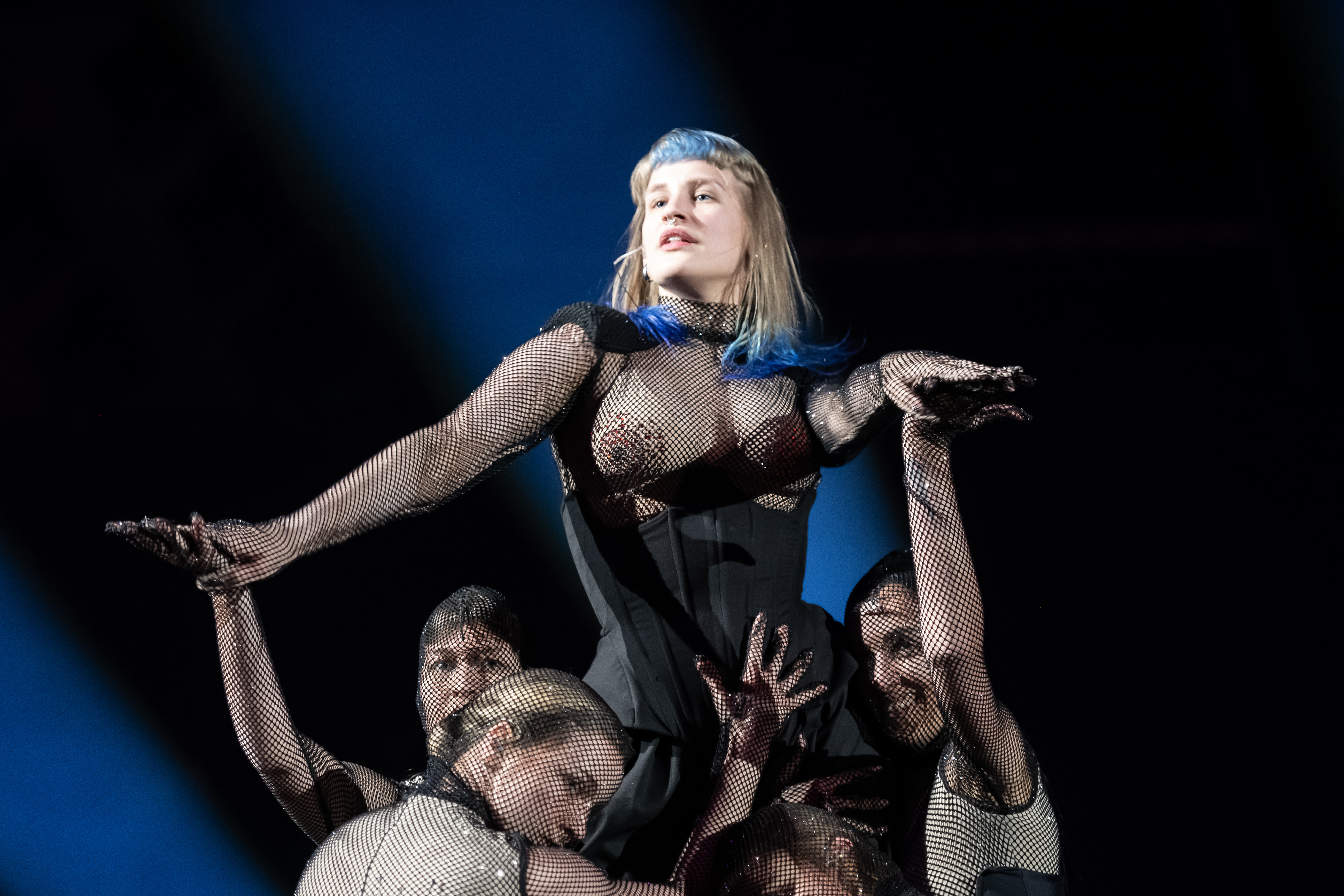
Aiko v Malmö (2024)
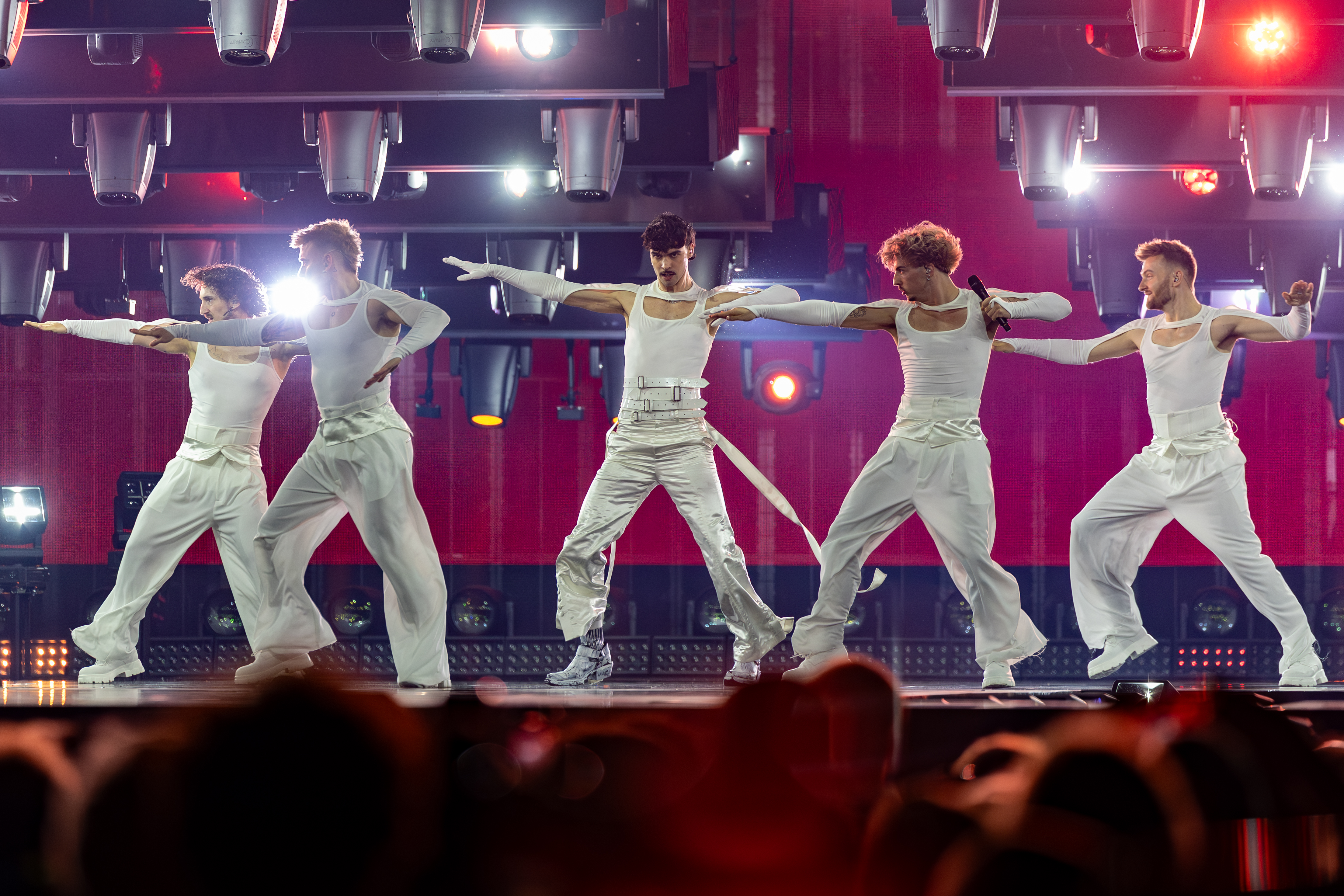
Adonxs v Basileji (2025)